# Michail Tichonov
Michail Andreevič Tichonov (in russo Михаил Андреевич Тихонов?; Mosca, 17 luglio 1998) è un calciatore russo, difensore dell'Enisej.

## Caratteristiche tecniche
È un terzino destro.

## Carriera
Cresciuto nei settori giovanili di Spartak Mosca e Krasnodar, nel 2016 passa all'Enisej, con cui debutta fra i professionisti giocando l'incontro di seconda divisione vinto 3-0 contro il Chimki. La stagione seguente passa al Kryl'ja Sovetov Samara, con cui ottiene la promozione nella prima divisione russa al termine della stagione 2017-2018. Nel luglio dell'anno seguente viene acquistato dal Chimki.

## Statistiche
Statistiche aggiornate al 10 dicembre 2020.

### Presenze e reti nei club
| Stagione        | Squadra                | Campionato      | Campionato | Campionato | Coppe nazionali | Coppe nazionali | Coppe nazionali | Coppe continentali | Coppe continentali | Coppe continentali | Altre coppe | Altre coppe | Altre coppe | Totale | Totale | Totale |
| Stagione        | Squadra                | Comp            | Pres       | Reti       | Comp            | Pres            | Reti            | Comp               | Pres               | Reti               | Comp        | Pres        | Reti        | Pres   | Reti   |        |
| --------------- | ---------------------- | --------------- | ---------- | ---------- | --------------- | --------------- | --------------- | ------------------ | ------------------ | ------------------ | ----------- | ----------- | ----------- | ------ | ------ | ------ |
| 2016-2017       | Enisej                 | 1D              | 6          | 0          | CR              | 1               | 0               |                    | -                  | -                  |             | -           | -           | 7      | 0      |        |
| 2017-2018       | Kryl'ja Sovetov-2      | 2D              | 7          | 0          |                 | -               | -               |                    | -                  | -                  |             | -           | -           | 7      | 0      |        |
| 2017-2018       | Kryl'ja Sovetov Samara | 1D              | 4          | 0          | CR              | 0               | 0               |                    | -                  | -                  |             | -           | -           | 4      | 0      |        |
| 2018-2019       | Kryl'ja Sovetov Samara | PL              | 1          | 0          | CR              | 0               | 0               |                    | -                  | -                  |             | -           | -           | 1      | 0      |        |
| 2019-2020       | Chimki-M               | 2D              | 16         | 1          |                 | -               | -               |                    | -                  | -                  |             | -           | -           | 16     | 1      |        |
| 2020-2021       | Chimki-M               | 2D              | 7          | 0          |                 | -               | -               |                    | -                  | -                  |             | -           | -           | 7      | 0      |        |
| 2020-2021       | Chimki                 | PL              | 4          | 0          | CR              | 2               | 0               |                    | -                  | -                  |             | -           | -           | 6      | 0      |        |
| Totale carriera | Totale carriera        | Totale carriera | 44         | 1          |                 | 3               | 0               |                    | -                  | -                  |             | -           | -           | 47     | 1      |        |